# Brasiloscutigera viridis
Brasiloscutigera viridis är en mångfotingart som beskrevs av Wolfgang Bücherl 1939. Brasiloscutigera viridis ingår i släktet Brasiloscutigera och familjen spindelfotingar. Inga underarter finns listade i Catalogue of Life.